# Benjamin Franklin Bridge
Benjamin Franklin Bridge, oorspronkelijk Delaware River Bridge, is een hangbrug die de Amerikaanse rivier de Delaware overspant tussen de stad Philadelphia en Camden. De brug werd tijdens de Sesquicentennial Exposition geopend in 1926. Tussen 1926 en 1929 had de brug de grootste overspanning ter wereld.

## Geschiedenis
De eerste plannen voor een brug over de Delaware op de huidige locatie dateren al van 1818. Pas rond 1910 werden de plannen werkelijkheid. Als architect werd Leon Moisseiff in de armen genomen die eerder ook verantwoordelijk was geweest voor de Manhattan Bridge. Op 6 januari 1922 begon men met de bouw van de brug. Tijdens de bouw van de brug overleden 16 werknemers tijdens de werkzaamheden. De brug ging voor het verkeer open op 1 juli 1926, drie dagen voor haar verwachte oplevering.
In 1955 besloot men de naam van de brug te veranderen in haar huidige naam ter ere van Benjamin Franklin.

## In populaire media
De Benjamin Franklin Bridge werd gebruikt voor opnames van de film World War Z.

## Galerij

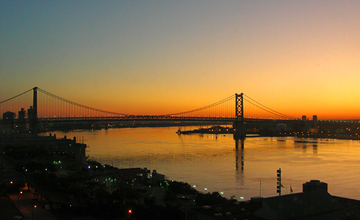
De brug tijdens zonsopgang
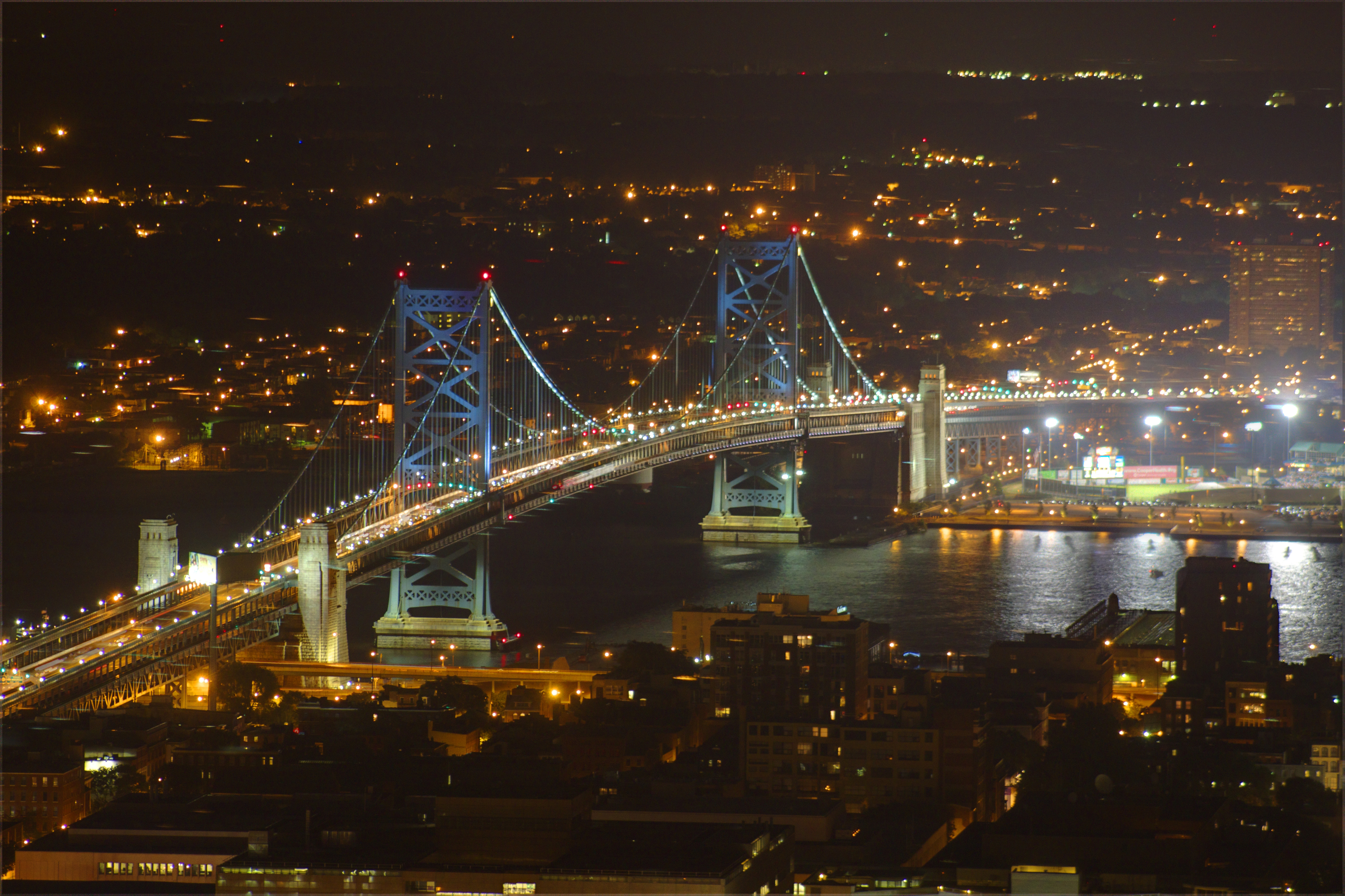
De Ben Franklin Bridge in de nacht
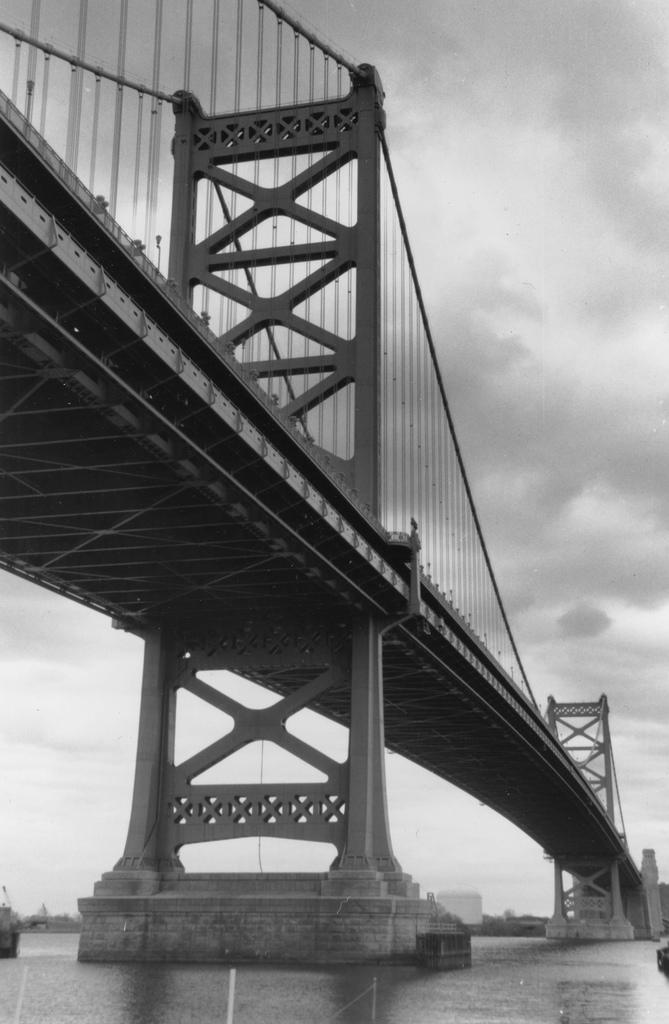
De brug van onderaf gezien